# Tourville-la-Campagne
Tourville-la-Campagne es una localidad y comuna francesa situada en la región de Alta Normandía, departamento de Eure, en el distrito de Bernay y cantón de Amfreville-la-Campagne.

## Geografía
La comuna se encuentra en el norte del departamento del Eure, a una decena de kilómetros al sur de Elbeuf y al norte de Le Neubourg. Sin embargo no se encuentra en las principales rutas de comunicación, pues únicamente la sirven carreteras departamentales menores.

## Demografía
| 985 | 1043 | 1047 | 946 | 839 | 865 | 800 | 751 | 734 | 681 | 653 | 666 | 603 | 550 | 537 | 520 | 457 | 439 | 435 | 377 | 327 | 325 | 305 | 321 | 328 | 273 | 312 | 313 | 471 | 602 | 730 | 753 | 864 |
| Para los censos de 1962 a 1999 la población legal corresponde a la población sin duplicidades (Fuente: INSEE [Consultar]) |      |      |     |     |     |     |     |     |     |     |     |     |     |     |     |     |     |     |     |     |     |     |     |     |     |     |     |     |     |     |     |     |

Gráfica de la evolución de la población entre 1794 y 2007

## Administración

### Entidades intercomunales
Tourville-la-Campagne está integrada en la Communauté de communes d'Amfreville-la-Campagne. Además forma parte de diversos sindicatos intercomunales para la prestación de diversos servicios públicos:
- S.A.E.P d'Amfreville la Campagne: toma, tratamiento y distribución de agua.
- Syndicat intercommunal de traitement des eaux usées de la région de Thuit Signol: saneamientos colectivos.
- Syndicat de l'électricité et du gaz de l'Eure (SIEGE): sumnistro de gas y energía eléctrica, incluyendo el alumbrado público.
- S.E.R.G.E.P du pays du Neubourg: realización de actividades deportivas, así como la construcción, mejora, mantenimiento y gestión de instalaciones y equipamientos deportivos .

### Riesgos
La prefectura del departamento de Eure incluye la comuna en la previsión de riesgos mayores por la presencia de cavidades subterráneas.